# Alsasko-Moselsko
Alsasko-Moselsko (francouzsky Alsace-Moselle) je označení pro tři francouzské departementy (Bas-Rhin, Haut-Rhin a Moselle), které byly dříve součástí německé provincie Alsasko-Lotrinsko. Alsasko-Moselsko se nachází v částečných hranicích historických regionů Alsasko a Lotrinsko.

## Historie
V době starého režimu patřily provincie Alsasko a Lotrinsko Francii. V době první světové války však patřily Německu, které je muselo v rámci válečných reparací podstoupit Francii.
Protože v regionu platily německé zákony, mohli si obyvatelé vybrat, v jakých případech budou aplikovány zákony Francie a v jakých případech budou ponechány v platnosti zákony stávající.

## Collectivité européenne
Dva z departementů, tvořících Alsasko-Moselsko, Haut-Rhin a Bas-Rhin se sloučily do tzv. Collectivité territoriale k 1. lednu 2021, pod názvem Collectivité européenne d'Alsace.
Bas-Rhin a Haut-Rhin nadále existují jako státní správní obvody (departementy). Collectivité européenne má pravomoci departementu a navíc také specifické pravomoci, zejména pokud jde o přeshraniční spolupráci, dvojjazyčnost, dopravu a profesní organizace. Geograficky odpovídá bývalému regionu Alsasko, a je nadále součástí regionu Grand Est.